# Christoffer Persson (poet)
Christoffer Persson, född 21 februari 1844 i Bjärshögs socken, död 12 december 1901 i Södra Sallerups socken, var en svensk kringvandrande poet i Skåne.

## Biografi
Christoffer Persson var son till folkskolläraren och urmakaren Per Nilsson. Hans mor dog när han bara var två år. Efter konfirmationen blev han skräddarlärling hos en mäster Jöns i Brågarp och fick sedan anställning hos olika mästare. Hans skicklighet som grötrimmare upptäcktes tidigt och han blev snart anlitad som författare av bröllops-, barndops- och begravningsverser, kärleksbrev och dylikt. Runt trettioårsåldern övergick han till ett kringvandrande liv i byar och städer i Skåne, arbetandes några dagar eller veckor på en gård, samtidigt som han spred verser och historier, och levde som vagabond fram till sin död 1901. På vintrarna drog han sig tillbaka till vänner på gårdar i hemsocknen och hjälpte då till med gårdens sysslor och skrädderi. När han var ute på vägarna bar han en blåmålad trälåda med texten "Södrens skald" och "Konst handel" skrivet i gult och "1875" i rödbrunt. Vissa källor hävdar att han själv gav sig titeln "Södrens skald", medan andra hävdar att han fick den av studenter under en karneval i Lund, där "Nordens skald" Pehr Thomasson också medverkade. Hur det än var, så var det under detta namn som han blev mest känd. Idag finns hans låda bevarad på Kulturen i Lund. Lådan fungerade även som ett litet varulager, med vilket han bedrev gårdfarihandel för att dryga ut inkomsterna från versförfattandet.

## Produktion
Endast lite av Persson poetiska produktion är bevarad. Den är vanligen naiv och troskyldig, men kan även vara satirisk, och består av naturlyrik, sentimentala religiösa livsbetraktelser och komiska karikatyrer av människor och husdjur i gårdarna som han besökte.